# تپه که کو
تپه که کو در شهرستان دورود، بخش مرکزی، روستای بهرام آباد علیا واقع شده و این اثر در تاریخ ۲۴ اسفند ۱۳۸۳ با شمارهٔ ثبت ۱۱۷۰۵ به‌عنوان یکی از آثار ملی ایران به ثبت رسیده است.